# 2992 Фондел
2992 Фондел (2992 Vondel) — астероїд головного поясу, відкритий 24 вересня 1960 року.
Тіссеранів параметр щодо Юпітера — 3,311.